# Giustizia ambientale

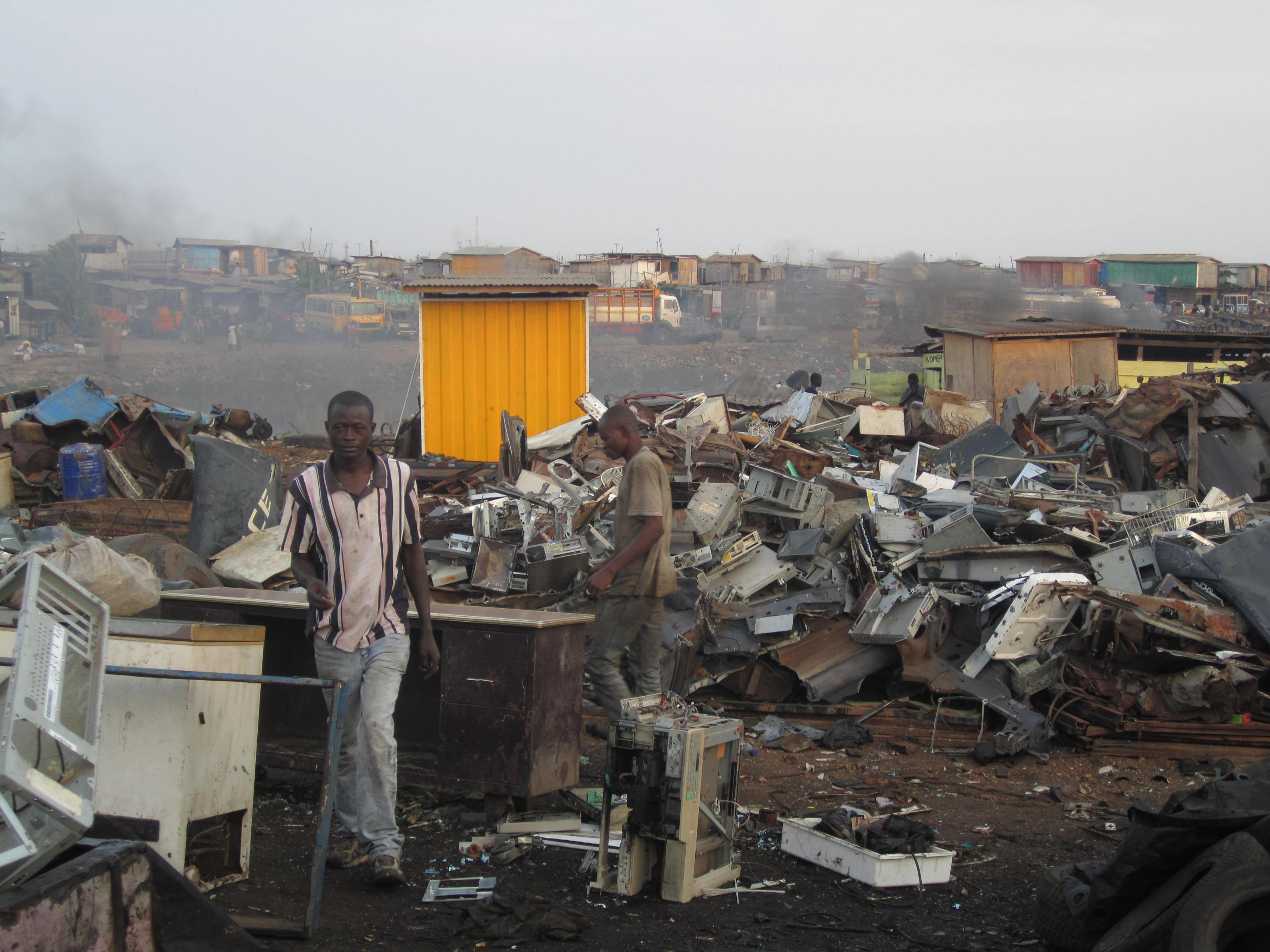
Lavoratori a basso reddito in Ghana riciclano rifiuti provenienti da paesi ad alto reddito, con condizioni di riciclaggio che inquinano pesantemente l'area di Agbogbloshie.

La giustizia ambientale indica la ripartizione giuridica dei costi ambientali e dei benefici economici e sociali derivanti dalle attività umane impattanti per l'ambiente, sulle popolazioni locali che vivono nei siti oggetto di tali attività.
Da tale concetto si è sviluppato un movimento sociale che si propone di sconfiggere l'"ingiustizia ambientale", ovvero il fenomeno per il quale le comunità più povere o emarginate sono costrette a sopportare la maggior parte dei costi ambientali di attività impattanti, senza partecipare ai benefici, e la possibilità per tali comunità di poter decidere in merito al proprio territorio.
Gli studiosi di giustizia ambientale hanno prodotto un'ampia letteratura tecnica e scientifica e centinaia di studi sull'iniqua distribuzione dei costi ambientali.
Il movimento ebbe origine negli Stati Uniti negli anni 1980 a seguito di conflitti ambientali e fu fortemente influenzato dal movimento americano per i diritti civili degli afroamericani, concentrandosi inizialmente sul razzismo ambientale nei paesi ricchi. In seguito il movimento ha concentrato maggiormente i suoi sforzi sul Sud del mondo, acquistando un respiro globale. Alcuni dei suoi obiettivi sono stati oggi recepiti dalle Nazioni Unite. Il movimento lavora spesso in collaborazione con le associazioni per i diritti degli indigeni e per il diritto umano a un ambiente sano.
Sebbene i conflitti ambientali siano spesso locali, la loro risoluzione è sempre più spesso influenzata dalle reti transnazionali di giustizia ambientale.

## Storia

### Origini

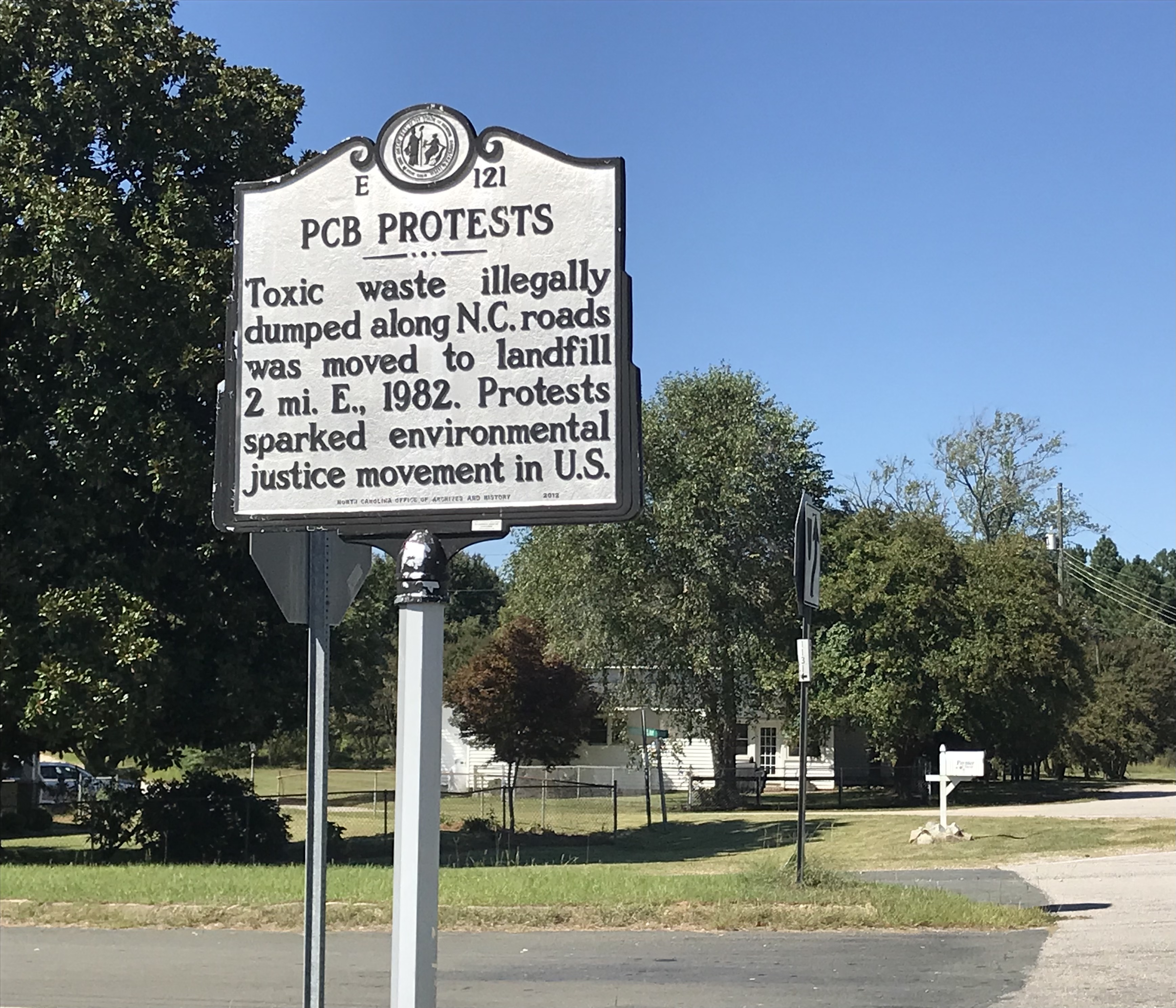
Paletta stradale ad Afton che commemora le proteste contro la discarica di PCB della Carolina del Nord del 1982

Le origini del movimento per la giustizia ambientale possono essere ricondotte al movimento ambientalista indigeno, che affonda le sue radici in oltre 500 anni di colonialismo e nelle continue lotte per la sovranità e i diritti fondiari. L'uso dei termini "giustizia ambientale" e " razzismo ambientale " è iniziato negli Stati Uniti con le contro la discarica di PCB del 1982 nella contea di Warren, nella Carolina del Nord . Lo sversamento di terreno contaminato da PCB nella comunità prevalentemente nera di Afton scatenò massicce proteste durante le quali oltre 500 persone furono arrestate.
In risposta a queste proteste, la Commissione per la giustizia razziale effettuò uno studio sulla collocazione delle strutture per la gestione dei rifiuti pericolosi negli Stati Uniti dal quale emerse una correlazione tra la composizione razziale delle comunità locali e la collocazione di tali strutture. A seguito di questo studio ci furono proteste e azioni legali contro l'apertura di tali siti nei pressi di comunità a basso reddito, generalmente nere. Lo stesso movimento ambientalista iniziò a essere criticato per la sua leadership prevalentemente bianca, e per l’eccessiva enfasi sulla conservazione dell'ambiente a discapito dell’equità sociale.

### Sviluppo e crescita globale
Nel corso degli anni ’70 e ’80, i movimenti e le organizzazioni ambientaliste sostennero iniziative legali per aumentare i costi dello smaltimento dei rifiuti pericolosi negli Stati Uniti e in altri paesi industrializzati. Tuttavia, ciò portò all'aumento delle esportazioni di rifiuti pericolosi verso il Sud del mondo durante gli anni ’80 e ’90. Ciò innescò la formazione di un movimento globale per la giustizia ambientale.
Nel corso del First National People of Color Environmental Leadership Summit tenutosi a Washington nel 1991, parteciparono oltre 650 delegati provenienti da vari paesi. Furono redatti i 17 principi di giustizia ambientale, successivamente diffusi al Summit della Terra di Rio del 1992.
Durante il summit del 1991 il movimento, nato inizialmente per combattere l'ingiusta distribuzione dei siti di stoccaggio dei rifiuti pericolosi nei paesi ricchi, estese i propri scopi fino a comprendere la salute pubblica, la sicurezza dei lavoratori, l’uso del territorio, i trasporti e altre questioni. Nel corso del tempo, il movimento si espanse ulteriormente fino a includere considerazioni sul genere, sulle ingiustizie internazionali e sulle disparità anche all'interno delle stesse popolazioni svantaggiate.

## Descrizione
La giustizia ambientale è tipicamente classificata come un tipo di giustizia distributiva, in quanto riguarda l'equa distribuzione dei rischi e dei benefici ambientali. Altre definizioni pongono l'accento sulla partecipazione equa e significativa della comunità locale al processo decisionale riguardante il proprio territorio. Altre ancora enfatizzano invece il concetto la lotta all'oppressione e discriminazione.

La United States Environmental Protection Agency definisce la giustizia ambientale come:
il trattamento equo e il coinvolgimento significativo di tutte le persone, indipendentemente dalla razza, dal colore, dall'origine o dal reddito, rispetto allo sviluppo, all’attuazione e all’applicazione delle leggi, dei regolamenti e delle politiche ambientali.
Strettamente correlati al concetto di giustizia ambientale sono anche quelli di razzismo ambientale e disuguaglianza ambientale.
Il concetto di ambientalismo dei poveri di Joan Martinez-Alier evidenzia come le comunità emarginate, in particolare quelle del Sud del mondo, sono colpite in modo sproporzionato dal degrado ambientale e l'importanza di includere le loro prospettive e bisogni nel processo decisionale ambientale. Il lavoro di Martinez-Alier introduce anche il concetto di "conflitti di distribuzione ecologica", che sono conflitti sull'accesso e sul controllo delle risorse naturali e sugli impatti ambientali che derivano dal loro sfruttamento, e che sono spesso radicati nelle disuguaglianze sociali ed economiche.

## Discriminazioni e conflitti ambientali
Il movimento per la giustizia ambientale si occupa di contrastare la discriminazione ambientale e il razzismo ambientale associati ad attività impattanti come lo smaltimento di rifiuti pericolosi, all'estrazione di risorse, all'appropriazione di terreni e a altro ancora. La discriminazione ambientale conduce spesso alla perdita di tradizioni ed economie locali, alla violenza, al degrado ambientale e alla nascita di conflitti ambientali .
Alla base dell’ingiusta distribuzione degli oneri ambientali può esserci il razzismo, come ad esempio negli USA, le caste, come in India o l’affiliazione tribale. Gli studiosi Laura Pulido e David Pellow sostengono che il razzismo ambientale sia un elemento derivante dal "capitalismo razziale" e che la "supremazia bianca" continui a modellare il rapporto con la natura e l'approccio economico.